# TLC (Fernsehsender)

Ehemaliges Logo

TLC (kurz für The Learning Channel) ist ein US-amerikanischer Kabel-TV-Sender. Gesendet werden Reality-TV-Formate und Informationsprogramme. Seit 1991 gehört TLC zur Discovery Inc., zu der auch die Sender Discovery Channel, Animal Planet, The Science Channel, DMAX und Eurosport gehören. Seit September 2007 wird auch in High Definition gesendet.

## Geschichte
Gegründet wurde TLC 1972 unter dem Namen Appalachian Community Service Network. 1980 wurde der Sender in The Learning Channel, kurz TLC, umbenannt.

## International
Im März 2010 hat die Sendergruppe den weltweiten Start von TLC bekanntgegeben. Die internationale Version von TLC startete am 4. März 2010 in Norwegen. Weitere Ableger folgten in Polen (Sendestart 1. Oktober 2010), im Balkan (Sendestart 1. Oktober 2010), Asien (Sendestart 1. September 2010), Indien (Sendestart 1. September 2010), den Niederlanden (Sendestart 4. Juli 2011), Südafrika (Sendestart 1. September 2011), Griechenland (Sendestart 3. Oktober 2011) und dem Vereinigten Königreich und Irland (Sendestart 30. April 2013).

### Deutschland
Eine deutsche Free-TV-Version des Senders ging am 10. April 2014 auf Sendung.

### Österreich
Am 1. Januar 2019 ging TLC Austria mit einem eigenen Werbefenster on air.

## Programme
TLC importiert eine hohe Anzahl von Programmen von Tochterunternehmen der BBC, Großbritannien.
Die bekanntesten Sendungen, die teilweise auch in Deutschland gesendet werden, sind:
- American Chopper
- American Hot Rod
- Overhaulin’